# کریستین کوک
کریستین کوک (انگلیسی: Christian Cooke؛ زادهٔ ۱۵ سپتامبر ۱۹۸۷) بازیگر اهل بریتانیا است. وی از سال ۱۹۹۹ میلادی تاکنون مشغول فعالیت بوده‌است.
از فیلم‌ها یا مجموعه‌های تلویزیونی که وی در آن‌ها نقش داشته است، می‌توان به چیس اشاره نمود.